# Fangfan (köpinghuvudort i Kina, Hubei Sheng, lat 31,39, long 114,10)
Fangfan (kinesiska: 芳畈) är en köpinghuvudort i Kina. Den ligger i provinsen Hubei, i den centrala delen av landet, omkring 91 kilometer norr om provinshuvudstaden Wuhan. Antalet invånare är 32 899. Befolkningen består av 16 138 kvinnor och 16 761 män. Barn under 15 år utgör 15,0 %, vuxna 15-64 år 74 %, och äldre över 65 år 9,0 %.
Runt Fangfan är det tätbefolkat, med 459 invånare per kvadratkilometer. Närmaste större samhälle är Yudian, 11,4 km nordväst om Fangfan. I omgivningarna runt Fangfan växer i huvudsak blandskog.
Genomsnittlig årsnederbörd är 1 403 millimeter. Den regnigaste månaden är juli, med i genomsnitt 241 mm nederbörd, och den torraste är december, med 19 mm nederbörd.